# 唐克
唐克（1918年3月—2013年12月5日），男，江苏建湖人，中华人民共和国政治人物。

## 生平
唐克是江苏省盐城市建湖县草埝口镇人。1938年，参加新四军，担任河南确山县竹沟教导队学员，后任新四军政治部宣传科、后方留守处宣教干事。抗日战争期间，任新四军直属政治处、军医处宣教股股长。1940年，任新四军第五支队政治部教导大队政治教导员，任八路军第五纵队统战科科长。1941年后，任苏北阜东县、射阳县县长。1944年，任抗日军政大学第五分校政治部主任。第二次国共内战期间，抵达东北任内蒙古开鲁县县长、中共乾安县委书记。1946年，任前郭旗吉林专署财经处处长、黑龙江省财政厅副厅长。1947年，任黑嫩省企业管理局局长、东北经济委员会工矿处经理部主任、办公处副处长、基建处处长。
中华人民共和国成立后，唐克1950年任中央人民政府燃料工业部石油管理总局副局长，后在北京外语学院俄语系学习。1955年，任中华人民共和国石油工业部办公厅副主任、地质勘探司司长、副部长。“文化大革命”期间任中华人民共和国冶金工业部副部长。1977年6月，任冶金工业部部长。1982年，转任中华人民共和国石油工业部部长。1985年9月，任中国国际信托投资公司副董事长；两年后改任中国康华发展总公司董事长。
2013年12月5日在北京逝世，讣告于当月17日对外发布。